# توم وايت (لاعب كرة قدم بريطاني)
توم وايت (بالإنجليزية: Tom White)‏ (26 يناير 1976 ببرستل في المملكة المتحدة - ) هو لاعب كرة قدم بريطاني في مركز الدفاع. لعب مع نادي بريستول روفيرز ونادي هيرفورد ويوفل تاون ونادي وكينغ.

## وصلات خارجية
- توم وايت على موقع قاعدة بيانات كرة القدم.إي يو (الإنجليزية)
- توم وايت على موقع Soccerbase.com (لاعب) (الإنجليزية)